# Beyond the Supernatural
Beyond the Supernatural è un gioco di ruolo horror pubblicato dalla Palladium Books nel 1987. Sono state pubblicate due edizioni, entrambe le quali hanno introdotto innovazioni nelle meccaniche standard del Megaversal system. L'ambientazione implicita è quella di un mondo moderno in cui i poteri magici e psionici sono reali e, nascosti al pubblico, esistono mostri e culti demoniaci. Il gioco è comunque abbastanza flessibile da essere adattato a diversi ambienti o epoche temporali.

## Storia editoriale
La prima edizione venne pubblicata nel settembre 1987, sviluppata congiuntamente da Randy McCall e Kevin Siembieda. Venne pubblicato un solo supplemento, Boxed Nightmares, nel novembre 1990, La maggior parte delle illustrazioni di entrambe le edizioni venne creata da Kevin Long.
La seconda edizione di Beyond the Supernatural venne pubblicata nel 2005 dopo un lungo periodo di sviluppo. Come la precedente è ambientata in una Terra moderna in cui le forze sovrannaturali agiscono al di fuori della vista della maggior parte della popolazione.
A differenza della prima edizione non contiene una sezione sulla magia o un bestiario. Due supplementi, Tome Grotesque (un bestiario) e Beyond Arcanum (un libro che descrive la magia nell'ambientazione), sono stati annunciati, ma al 2011 non sono ancora stati pubblicati.

## Sistema di gioco
I giocatori possono scegliere tra diverse Psychic Character Class (P.C.C.s) che determinano le loro abilità, tra queste Pyschic Sensitive ("sensitivo psichico"), Physica Psysic, Psy-Mechanic (che richiedeva dispositivi tecnologici per utilizzare i poteri spionici), Arcanist (uno studioso della magia), Parapsychologist (privo di poteri magici o psichici, ma esperto nella conoscenza teorica di essi), Nega-Psychic (psichico il cui scetticismo nel sovrannaturale è tale da annullarlo con la sua presenza) e persone ordinarie.
Il regolamento utilizza il sistema di combattimento e abilità standard Palladium per l'epoca, inclusi livelli di educazione variabili; due individui della stessa P.C.C. potevano possedere livelli di addestramento e insiemi di abilità differenti, in cui uno poteva essere uno studente laureando e un altro avere abbandonato la scuola, secondo risultati causali del tiro di dadi o il concetto del personaggio
La prima edizione introdusse nel Megaversal system il concetto di Potential Psychic Energy ("Energia potenziale psichicha" o P.P.E.), che viene utilizzata per potenziare abilità e poteri psichici o magici che vengono sviluppati o appresi da un personaggio. Questo sistema rimpiazzò il sistema di "incantesimi per giorno" usato nei regolamenti precedenti, come il Palladium Fantasy Role-Playing Game (1983), Heroes Unlimited (1984) e Teenage Mutant Ninja Turtles & Other Strangeness (1985). I poteri psichici vennero anche organizzati in varie categorie, Physical ("fisiche"), Healing ("guarigione"), and Sensitive ("sensitivi") invece che per livelli di esperienza come era stato fatto in precedenza. Vennero introdotte inoltre l'idea di ley lines, linee di potere magico che unirebbero centri di potere sulla Terra e da cui uno psichico o un mago può attingere potere. Entrambe queste innovazioni e la metafisica sottostante divennero standard per i giochi della Palladium.
La seconda edizione mantenne molti elementi della prima edizione, per la maggior parte dei personaggi l'educazione e l'occupazione rimasero indipendenti dalla P.C.C., riflettendo il punto di vista più moderno e realistico dell'ambientazione. Tutte le precedenti P.C.C. vennero mantenute, eccetto per l'Arcanista, e ne vennero aggiunte di nuove come il pirocinetico Firewalker ("camminatore nel fuoco") e l'Autistic Psychic Savant, che riflettono nuovi aspetti dei poteri psionici. Molte delle P.C.C. vennero aggiornante e il metodo di acquisto dei poteri direttamente con i P.P.E. venne abbandonato eccetto che per il Psi-Mechanic e il Genius/Natural Athlete. I poteri aggiuntivi sono selezionati, non acquistati.
Comunque la seconda edizione fece alcuni significativi cambiamenti per mantenere il senso di mistero dell'ambientazione, impedendo ai personaggi di dimostrare in laboratorio l'esistenza di mostri o poteri psichici. I poteri psichici sono difficili da ricreare in condizioni controllate di laboratorio e il totale di Inner Strength Points (I.S.P.), la fonte di energia dei poteri psichici è molto piccolo, eccetto quando si è minacciati direttamente da un potere sovrannaturale. Inoltre le creature si dissolvono completamente quando vengono distrutte, senza lasciare resti che possano essere analizzati o fotografati.

## Edizioni
Sono stati pubblicati i seguenti manuali:
- Randy McCall, Kevin Siembieda (1988). Beyond the Supernatural. ISBN 0-916211-18-5 (1ª edizione). Include quattro mini ambientazioni.
- Randy McCall, Kevin Siembieda (1990). Boxed Nightmares. ISBN 0-916211-41-X. Collezione di avventure più quattro finti giornali scandalistici.
- Randy McCall, Kevin Siembieda (2005). Beyond the Supernatural. ISBN 1-57457-083-8 (2ª edizione).